# Ina
Ina je žensko osebno ime.

## Izvor imena
Ime Ina je možno razlagati kot skrajšano obliko iz imen, ki se začenjajo ali končujejo na -in(a). Taka imena so npr.: Ines, Jozefina, Karolina, Katarina, Martina in še druga.

## Pogostost imena
Po podatkih Statističnega urada Republike Slovenije je bilo na dan 31. decembra 2007 v Sloveniji število ženskih oseb z imenom Ina: 260.

## Osebni praznik
Osebe z imenom Ina lahko godujejo takrat kot osebe z imeni, iz katerih ime Ina domnevno izhaja.